# 아이좀비
《아이좀비》(영어: iZombie)는 The CW에서 방영된 미국의 코미디·범죄 수사 드라마이다.

## 줄거리
주인공 올리비아 "리브" 무어는 전도유망한 의과 레지던트이다. 어느 날 리브는 한 선상 파티에 참여했다가, 좀비로 변한 "블레인"에게 긁혀 똑같이 좀비로 변하게 된다. 좀비가 된 리브는 뇌에 대한 식욕이 생기게 되어, 레지던트 직을 그만두고 경찰소 시체 검시소에서 일하게 된다. 안치실 의사이자 리브의 상관인 "라비"는 리비에게 뇌 공급, 좀비 치료제 연구 등 여러 방면으로 리브를 도와준다.
리브는 뇌를 먹을 때마다 몇 가지 공통된 현상을 겪는다. 뇌 주인의 성격과 능력이 리브에게 발현되고, 뇌 주인의 기억들이 단편적으로 공유되는 것이다. 이러한 특성들을 가지고, 리브는 같은 경찰서 형사인 "클라이브"를 도와 여러 사건을 해결해 나간다.

## 캐스팅과 캐릭터

### 주요 캐릭터
- 올리비아 "리브" 무어(로즈 맥아이버): 주인공이자 나레이터. 극 중 리브는 워싱턴 대학교 출신이다. 전도유망한 의과 레지던트였고 남자친구 "메이저"와 결혼을 앞두고 있었다. 어느 날 한 선상 파티에 참여했다가, 좀비로 변한 "블레인"에게 긁혀 똑같이 좀비가 변하게 된다. 좀비로 변한 리브는 어쩔 수 없이 메이저에게 이별을 통보한다. 뇌를 먹지 않으면 이성을 유지할 수 없기 때문에, 리브는 레지던트 직을 그만 두고 경찰소 시체 검시소에서 일하면서 뇌를 공급 받는다. 리브는 뇌를 먹을 때마다 몇 가지 공통된 현상을 겪는다. 뇌 주인의 성격과 능력이 리브에게 발현되고, 뇌 주인의 기억들이 단편적으로 공유되는 것이다. 이러한 특성들을 가지고, 리브는 같은 경찰서 형사인 "클라이브"를 도와준다. 간혹 격한 감정을 느끼게 되면 눈이 빨개지면서 이성을 잃으며 힘이 막대하게 세지게 되는데, 리브는 이를 '100% 좀비 모드'라고 부른다.

- 메이저 릴리화이트(로버트 버클리): 리브의 전 남자친구. 사회 복지사이다. 리브와 같은 워싱턴 대학교 출신이다. 리브에게 일방적으로 이별을 통보 받지만, 여전히 좋은 친구로서 리브를 걱정하고 아낀다.

- 블레인 드비어스(데이비드 앤더스): 시리즈의 주 악역이자 리브의 적대자. 선상 파티에서 좀비로 변해, 리브를 할퀴어 리브를 좀비로 만든다. 리브에게서 뇌를 공급 받지 못하자, 다른 방법을 강구해 뇌를 구하고 이를 가지고 사업까지 한다. 좀비 세계에서 독점적 뇌 공급 위치이기 때문에, 점차 영향력이 커져 다른 좀비들을 좌지우지하게 된다.

- 라비 차크라바티(라훌 콜리): 경찰소 시체 검시소의 의사이자 리브의 상관. 영국 출신이다. 리브가 좀비인 것을 아는 유일한 사람. 리브의 든든한 조력자이다. 리브에게 뇌를 공급해주고, 리브를 대상으로 좀비를 연구하며 좀비를 다시 사람으로 되돌리는 치료제를 연구·개발 중이다. "메이저"와 같이 살며, 리브의 친구인 "페이튼"에게 호감을 갖고 있다.

- 클라이브 바비눅스(말컴 굿윈): 라비와 리브가 일하는 경찰소의 형사. 말단이지만 정의롭다. 리브를 좀비인 것은 모르고 단지 죽은 자의 기억을 보는 사람이라고 알고 있다. 리브의 도움을 받으며 함께 여러 사건을 해결해 나간다.

## 반응
아이좀비는 큰 호평을 받았다. 로튼 토마토에서 7.7/10점 (리뷰 45개 기준)을 받았다. "성인들에게는 다소 유치하긴 하지만, 기존 좀비물과 다르게 색다른 모습을 보여줬다."라고 밝혔다. 메타크리틱에서는 74/100점 (비평가 30명 기반)과 함께 긍정적인 평을 받았다.

## 방영

### 시즌 1
| 회차 | 제목                                       | 방영 일자       |
| ---- | ------------------------------------------ | --------------- |
| 1    | "Pilot"                                    | 2015년 3월 17일 |
| 2    | "Brother, Can You Spare a Brain?"          | 2015년 3월 24일 |
| 3    | "The Exterminator"                         | 2015년 3월 31일 |
| 4    | "Liv and Let Cliv"                         | 2015년 4월 7일  |
| 5    | "Flight of the Living Dead"                | 2015년 4월 14일 |
| 6    | "Virtual Reality Bites"                    | 2015년 4월 21일 |
| 7    | "Maternity Liv"                            | 2015년 4월 28일 |
| 8    | "Dead Air"                                 | 2015년 5월 5일  |
| 9    | "Patriot Brains"                           | 2015년 5월 12일 |
| 10   | "Mr. Berserk"                              | 2015년 5월 19일 |
| 11   | "Astroburger"                              | 2015년 5월 26일 |
| 12   | "Dead Rat, Live Rat, Brown Rat, White Rat" | 2015년 6월 2일  |
| 13   | "Blaine's World"                           | 2015년 6월 9일  |